# Furstendömet Pontecorvo

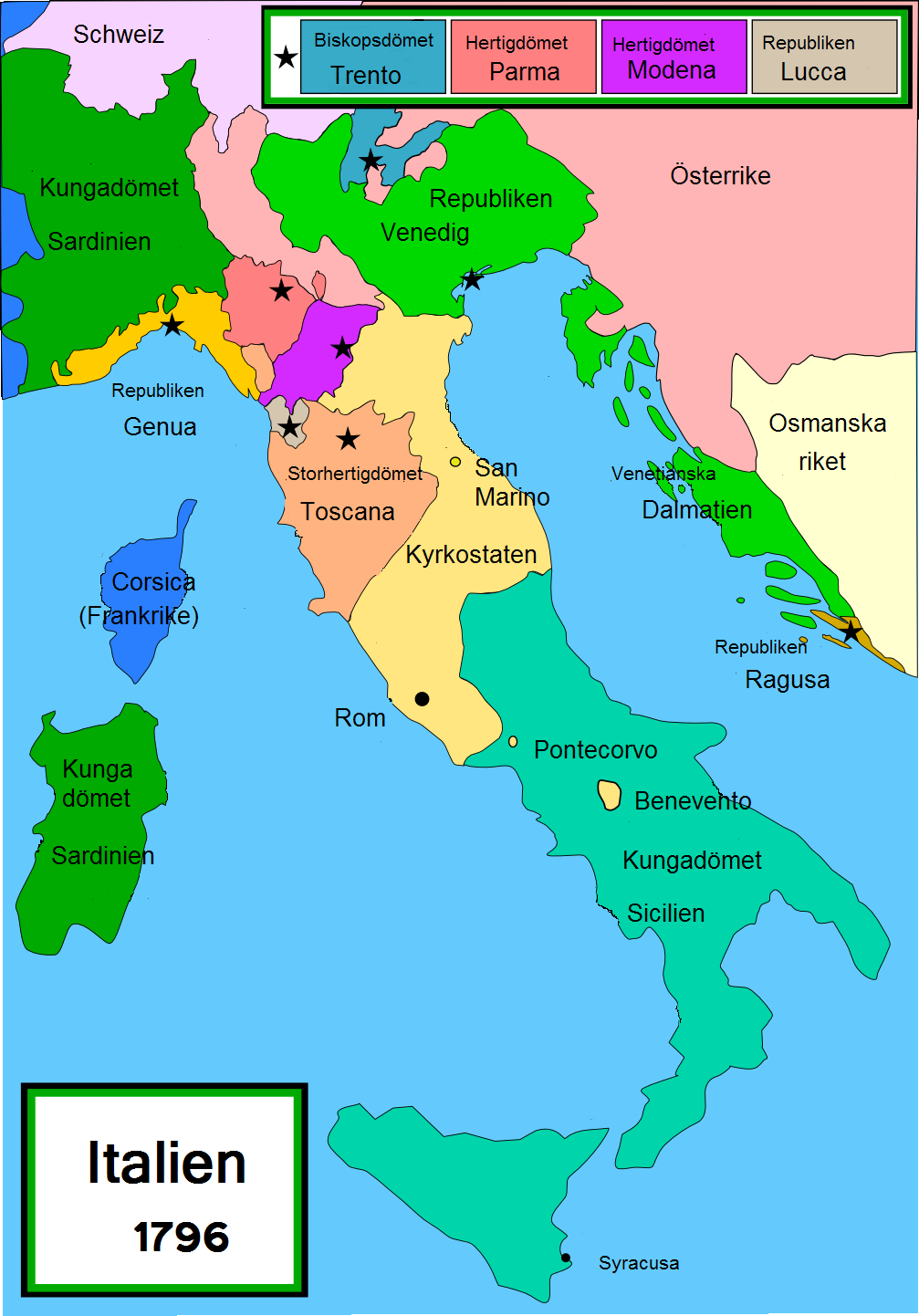
Karta över Apenninska halvön 1796. Furstendömet Pontecorvo är det minsta gula området som är omgivet av Kungariket Sicilien.

Furstendömet Pontecorvo var ett furstendöme under Napoleonkrigen som skapades år 1806 av Napoleon av den påvliga enklaven Pontecorvo som Furstendömet Pontecorvo.
Från 1463 till 1860 var Pontecorvo Kyrkostatens exklav i Kungariket Neapel.
1806 erövrades Pontecorvo av Napoleon som förlänade staden som furstendöme till marskalk Jean Baptiste Bernadotte. Napoleons bror, Joseph Bonaparte, hade utsetts till kung av Neapel och han var gift med Bernadottes frus syster. Napoleon tyckte att broderns svåger skulle ha en hög rang hos brodern. Jean Baptiste Bernadotte besökte aldrig furstendömet och när han 1810 utsågs till svensk tronföljare avsade han sig furstendömet mot en utlovad ersättning.  Sedan Bernadotte 1818 blev kung av Sverige under namnet Karl XIV Johan, har Pontecorvos stadsvapen ingått i Sveriges stora riksvapen. Ersättningen frös inne när Sverige inte anslöt sig till kontinentalsystemet, Napoleons handelsblockad mot Storbritannien, och endast halva summan betalades.[källa behövs]
1810 förlänades Pontecorvo i stället till Joseph Bonapartes efterträdare som Neapels kung, Joachim Murat, som 1812 lämnade det till sin son Lucien Murat (1803-1878). Efter Wienkongressen 1815 återgick staden till Kyrkostaten.
Enklaven utträdde ur Kyrkostaten 1820, men återförenades redan 1821. År 1860 anslöt sig Pontecorvo tillsammans med Benevento till det nya Kungariket Italien.